# Ternivșciîna, Lubnî
Ternivșciîna (în ucraineană Тернівщина) este un sat în comuna Voinîha din raionul Lubnî, regiunea Poltava, Ucraina.

## Demografie
Componența lingvistică a localității Ternivșciîna
     Ucraineană (96,26%)
     Rusă (3,24%)
Conform recensământului din 2001, majoritatea populației localității Ternivșciîna era vorbitoare de ucraineană (96,26%), existând în minoritate și vorbitori de rusă (3,24%).